# Operace Meško
Výsadek Meško byl jeden z neúspěšných pokusů československých vojáků sloužících v Rudé armádě založit v Československu 2. československý partyzánský oddíl. Výsadek parašutistů se uskutečnil 18. března 1943. Zhruba po roce (28. února 1944) byla akce prozrazena a všichni účastníci po těžkém boji s maďarskou fašistickou armádou padli. 

## Popis
Operace Meško byla snahou Rudé armády (GRU), založit v Československu další partyzánský oddíl. 
Výsadek byl vysazen v roce 1943 na Podkarpatské Rusi. Podle webu Válka.cz se výsadek uskutečnil ve složení: velitel podporučík architekt Václav Cemper krycím jménem „František Pospíšil“ (13.7.1911), dále pak radista Štěpán Čižmar, jeho spojka a pomocník Vasil Čižmar, radista Semjon Lizanec a jeho pomocník Ivan Louga, radista Michal Ďakun a jeho pomocník Fedor Vladimirovič. Celá skupina padla, spolu s dalšími partyzány 28. února 1944 ve městě Chust na Podkarpatské Rusi.
Velitelem operace byl podporučík Václav Cemper ze Skryjí u Golčova Jeníkova. Skupina v Československu prováděla sabotáže, komunikovala také s jinými odbojovými skupinami a posílala šifrované zprávy do ústředí Rudé armády.
28. února 1944 byla akce prozrazena, budova obklíčena jednotkami maďarské armády a policie a v boji celá skupina padla. Snaha o založení 2. československého partyzánského oddílu však neutuchla a dne 26. října 1944 na české straně Českomoravské vrchoviny se uskutečnil výsadek partyzánského oddílu Mistr Jan Hus. 